# Ochyrotica bjoernstadti
Ochyrotica bjoernstadti is een nachtvlinder uit de familie Pterophoridae (vedermotten). De spanwijdte van de vlinder bedraagt ongeveer 16 millimeter. De soort is bekend uit Tanzania. De vlinder vliegt in mei.
De soort is beschreven in een special van Zoologische Mededelingen, uitgegeven door Naturalis, die op 1 januari 2008 verscheen ter ere van het 250-jarig bestaan van de zoölogische nomenclatuur. Op 1 januari 1758 verscheen namelijk de tiende editie van Systema naturae van Carl Linnaeus.